# Pioneering Spirit (schip, 2014)
Pioneering Spirit (voorheen Pieter Schelte) is een schip van het Zwitsers-Nederlandse offshorebedrijf Allseas. Het is gebouwd bij DSME in Zuid-Korea en is geregistreerd onder Maltezer vlag.

## Beschrijving
Met een lengte van 382 m en een breedte van 124 m (oorspronkelijk 117 m) is dit schip het grootste ter wereld. Met deze afmetingen is het even groot als twee supertankers en in oppervlakte gelijk aan acht voetbalvelden. Al in 1987 werd het concept voor het schip gepresenteerd. Het plan was toen om twee supertankers aan elkaar te koppelen en het nieuwe vaartuig te gaan inzetten voor ontmanteling van grote platformen offshore. De markt voor een rendabele inzet bleek destijds echter nog te klein.
Op 24 oktober 2008 maakte Allseas bekend dat de bouw vertraging opliep als gevolg van de kredietcrisis. In juni 2010 plaatste Allseas de bouworder bij Daewoo Shipbuilding & Marine Engineering in Zuid-Korea. Het ging om een bedrag van 454,5 miljoen op een totaal van 1,3 miljard euro.
De Pioneering Spirit kan grote platformen van zo’n 48.000 ton in één keer van hun sokkel lichten en vervoeren, in plaats van in kleinere delen zoals nu gebruikelijk is. Het vaartuig kan ook pijplijnen met diameters van 6 tot 68 inch voor olie- en gastransport leggen op een diepte tot 3500 m met een snelheid van ruim zeven kilometer per dag.
Het schip werd in 2014 van de werf in Korea naar Rotterdam gebracht om daar afgebouwd te worden. Op 8 januari 2015 kwam het aan in de Prinses Alexiahaven op de Tweede Maasvlakte en ging daar voor anker. In verband met de diepgang van het schip werd in de haven extra gebaggerd. Op de ligplaats werden de 65 meter lange balken van het hefsysteem geïnstalleerd, die per schip uit Italië werden aangevoerd.
Op 6 augustus 2016 voer het schip voor het eerst uit voor tests op de Noordzee. Het schip had al een jaar eerder gereed moeten zijn, maar door vertraging werd de oplevering uitgesteld. Het lag anderhalf jaar in de Rotterdamse haven en zo'n 70.000 mensen maakten een speciale vaart rondom het schip.

## Opdrachten
In augustus 2016 voltooide de Pioneering Spirit de eerste opdracht. Voor de Noorse kust werd het bovendeel van het Yme-olieplatform verwijderd en daarna voor sloop overgebracht naar Lutelandet in Noorwegen. Het bovendeel van het Yme-platform woog 13.500 ton.
De Engelse dochter van Royal Dutch Shell verstrekte de opdracht om met de Pioneering Spirit drie oude platforms van het Brentveld oliewingebied uit de Noordzee te verwijderen. Er stonden vier platforms, Alpha tot en met Delta, waarvan het deel boven water tussen de 16.000 en 30.000 ton woog. In 2016 begon men met het verwijderen van Brent Delta, de overige installaties verdwijnen in daarop volgende zes tot acht jaar.
Eind 2016 kreeg Allseas van een Gazprom-dochter de order om 900 kilometer pijplijn voor Turkish Stream aan te leggen. De pijplijn werd in 2017-18 gelegd op maximaal twee kilometer onder het zeeniveau op de bodem van de Zwarte Zee. In april 2018 was de eerste pijplijn voltooid.
In 2017 kreeg Allseas opdracht tot aanleg van de Nord Stream 2 pijplijn in de Oostzee. Drie pijpenleggers van het bedrijf werden bij de opdracht ingezet; de Pioneering Spirit, de Solitaire en de Audacia. De werkzaamheden vonden plaats in 2018 en 2019.
In maart 2019 vestigde de Pioneering Spirit een eigen installatierecord. Het heeft twee topsides gelift en geïnstalleerd op platforms van het Johan Sverdrup-veld voor de kust van Noorwegen. De topside voor het processingplatform (P1) is 139 meter lang en 72 meter hoog. Met een gewicht van 26.000 ton was dit een van de zwaarste lifts ooit gedaan in de offshore, na Wheatstone van 36.000 ton en Arkutun Dagi van 42.380 ton, beiden met de H 851. De andere topside (LQ) met accommodatie voor de bemanning is 105 meter lang en 65 meter hoog en woog tijdens de hijsoperatie 18.000 ton.

## Toekomstig ontwerp
In 2018 kondigde Allseas zijn voornemen aan om een nog grotere versie van Pioneering Spirit te bouwen, genaamd Amazing Grace, die naar verwachting in 2022 zou worden afgeleverd. In juli 2020 kondigde Allseas echter aan dat het het project voor onbepaalde tijd zou opschorten.

## Naamgeving

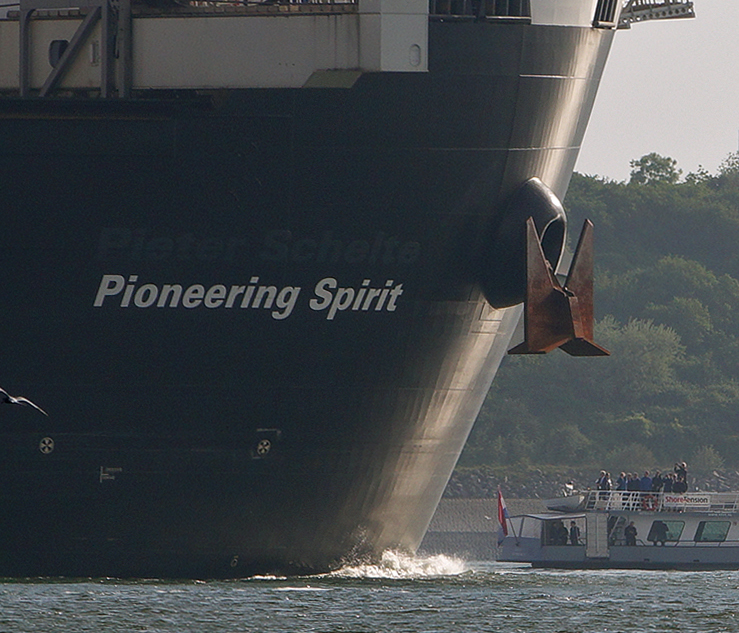
Detail op boeg, met nieuwe naam Pioneering Spirit net onder overgeverfde originele naam Pieter Schelte

In eerste aanleg werd voor de naam Pieter Schelte gekozen, ter nagedachtenis aan de vader van Allseas-eigenaar Edward Heerema; Pieter Schelte Heerema, een pionier in de offshorebusiness. Deze vernoeming wekte de nodige beroering omdat Pieter Schelte Heerema in de Tweede Wereldoorlog deel uitmaakte van de Duitse Waffen-SS en na de oorlog als oorlogsmisdadiger veroordeeld werd. Allseas besloot in 2015 vanwege de kritiek de naam te veranderen in Pioneering Spirit. De bestuursvoorzitter van opdrachtgever Shell had daar persoonlijk om verzocht. De naam Pieter Schelte is echter nog steeds goed leesbaar op de romp van het schip aanwezig.

## Ophef over overheidssubsidie
Allseas ontving in 2001 een overheidssubsidie van ruim 800.000 euro voor de ontwikkeling van de Pioneering Spirit. Kamerlid van de Socialistische Partij Sharon Gesthuizen stelde in 2008 vragen aan de Minister van Economische Zaken over de naamgeving van het schip.